# 卢尔蒂-蒙布兰
卢尔蒂-蒙布兰（法語：Lourties-Monbrun，法語發音：[luʁti mɔ̃bʁœ̃]）是法国热尔省的一个市镇，属于米朗德区。该市镇于1822年由原市镇卢尔蒂（Lourties）和蒙布兰（Monbrun）合并而成。

## 地理
卢尔蒂-蒙布兰（43°27'21"N, 0°32'23"E）面积9.5 平方千米，位于法国奧克西塔尼大區热尔省，该省份为法国西南部内陆省份，北起顺时针与洛特-加龙省、塔恩-加龙省、上加龙省、上比利牛斯省、大西洋比利牛斯省和朗德省接壤。
与卢尔蒂-蒙布兰接壤的市镇（或旧市镇、城区）包括：克莱蒙-普伊吉耶斯、埃斯克拉桑拉巴斯蒂德、拉巴特、马瑟布、圣阿罗芒。

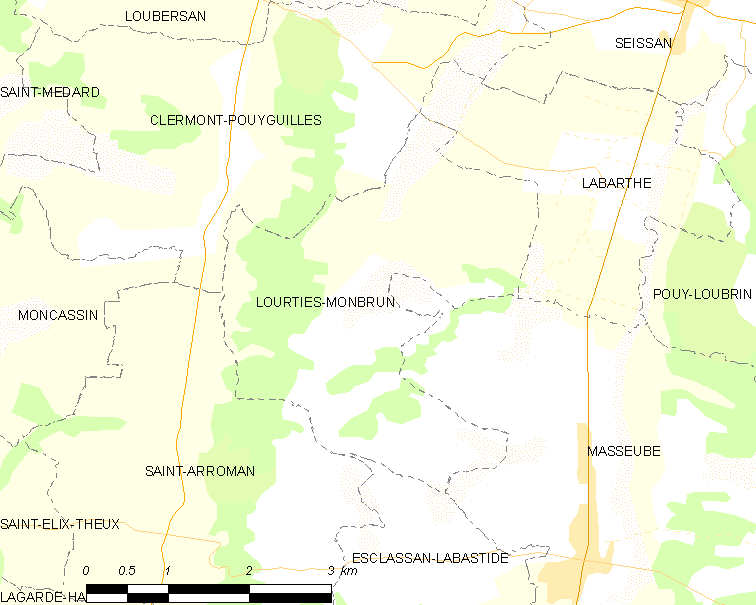
卢尔蒂-蒙布兰的OSM定位图

卢尔蒂-蒙布兰的时区为UTC+01:00、UTC+02:00（夏令时）。

## 行政
卢尔蒂-蒙布兰的邮政编码为32140，INSEE市镇编码为32216。

## 政治
卢尔蒂-蒙布兰所属的省级选区为阿斯塔拉克-日莫讷县。

## 人口

1962-2008年间卢尔蒂-蒙布兰人口变化图示

卢尔蒂-蒙布兰于2022年1月1日时的人口数量为156人。